# Premier Cru
Premier Cru ist ein geschützter französischer Begriff aus dem Weinanbau und heißt übersetzt Erstes Gewächs genauer Erstes Weingebiet. Die Bedeutung spiegelt die besondere Lage und die klimatischen Bedingungen des Anbaugebiets wider. Der Begriff findet je nach der gültigen Gesetzgebung regional unterschiedliche Anwendung. Es wird nach Rotweinen und Weißweinen unterschieden. gibt weitere Einteilungen in der Klassifizierung wie Deuxième Cru, Troisième Cru, Quatrième Cru und Cinquième Cru, wobei die höheren Klassen schlechtere Trauben hervorbringen. Es kommen auch Klassifizierungen wie „Premier Cru Supérieur“ (beim Weißwein), sowie „Grands Cru“ oder Zusätze wie Classé oder Angaben zum Anbaugebiet Pessac, Graves, Pauillac, Medoc und Ähnlichem vor. Die Klassifizierung wird auch auf Champagnersorten angewendet, wenn diese aus Trauben der entsprechende Weinbaugebiete hergestellt wurden. Davon abgeleitet finden sich derartige Klassifizierungen auch in der Herstellung von Schokolade, Kaffee oder Käse.

## Burgund
In Burgund, genauer an der Côte d’Or, ist ein Premier Cru die zweithöchste Einstufung einer Lage, d. h. eines räumlich genau bezeichneten Gebietes, in dessen Besitz sich viele Weinbaubetriebe teilen können. Über den Premier-Cru-Lagen rangieren in Burgund die Grand-Cru-Lagen. Somit sind die „ersten Gewächse“ in Burgund eigentlich die zweiten.

## Bordeaux
Im Weinbaugebiet Bordeaux gibt es vier subregionale Klassifikationen, von denen drei über Premier Crus verfügen.

### Médoc
Im Weinbaugebiet Médoc ist Premier Cru die höchste Stufe der bereits 1855 zur Weltausstellung in Paris festgelegten Klassifikation der Grand-Cru-Classé-Weine, die aufgrund der erzielten Verkaufspreise erfolgte. Lediglich fünf Châteaux gehören zur Klasse der Premier Cru Classé: Lafite, Latour und Mouton in Pauillac, Château Margaux im gleichnamigen Ort Margaux und Château Haut-Brion in Graves außerhalb des Kerngebiets des Anbaus aber als einziges in der Stadt Bordeaux.
Rangmäßig unterhalb der Premier-Cru-Güter gibt es die zweiten, dritten, vierten und fünften Gewächse: Deuxième, Troisième, Quatrième und Cinquième Grand Cru Classé. Diese Klassifikation ist – bis auf eine Ausnahme – seit 1855 niemals überarbeitet worden. Nur Baron Philippe de Rothschild hatte es in lebenslanger Arbeit 1973 schlussendlich geschafft, sein Weingut Château Mouton vom Deuxième Cru zum Premier Cru aufwerten zu lassen.

### Saint-Émilion
Im Weinbaugebiet von Saint-Émilion ist der Begriff Premier Cru in der Klassifizierung der Weine von Saint-Émilion dreigeteilt: es gibt die Premier Grand Cru Classé, unterteilt in Classe A, zu denen nur zwei Châteaux gehören: Château Figeac und Château Pavie. Weiter gibt es derzeit 11 Betriebe der Classe B. Darunter rangieren die „einfachen“ Grand Cru Classé ungefähr 50 Betriebe. In Saint Émilion wird die Qualität der Arbeit auf den klassifizierten Weingütern alle zehn Jahre neu bewertet.

### Sauternes
Die ebenfalls 1855 entstandene Klassifikation der Süßweine von Barsac und Sauternes kennt zwei Stufen: Premier und Deuxième Grand Cru Classé. Darüber thront zudem noch das Château d’Yquem als Premier Cru Classé Supérieur. Zur Klasse Premier Cru Classé gehören Château La Tour Blanche, Château Lafaurie-Peyraguey, Clos Haut-Peyraguey, Château de Rayne-Vigneau, Château Suduiraut, Château Coutet, Château Climens, Château Guiraud, Château Rieussec, Château Rabaud-Promis, Château Sigalas-Rabaud.

## Deutschland
Auch in Deutschland gibt es Bestrebungen, analog zum burgundischen Konzept wenige Lagen mit hervorragenden Eigenschaften zum Ersten Gewächs zu adeln. Angeführt wird die Bewegung von Prädikatsweingütern aus dem Rheingau und der Pfalz. Jedoch haben diese Bestrebungen bislang keinen Eingang in die deutsche Weingesetzgebung gefunden und sind durchaus umstritten. Eines der Probleme ist, dass viele hervorragende Lagen in den Siebzigerjahren erheblich vergrößert wurden und nun in ihrer Gesamtheit nicht mehr eines Ersten Gewächses würdig sind.